# Quận Nueces, Texas
Quận Nueces (tiếng Anh: Nueces County) là một quận trong tiểu bang Texas, Hoa Kỳ. Quận lỵ đóng ở thành phố Corpus Christi. Theo kết quả điều tra dân số năm  2000 của Cục điều tra dân số Hoa Kỳ, quận có dân số 313645 người.